# 李庭
李 庭（り てい、? - 1304年）は、モンゴル帝国（大元ウルス）に仕えた女真人将軍の一人。青年期は益都淄萊等路行軍万戸府に属して南宋との戦いの最前線で武功を挙げ、南宋の平定後は帝国内各地で起こった内乱の討伐に従事した。

## 概要

### 出自
李庭は女真人の蒲察氏に属していたが、蒲察氏は中原に入って以後李氏と改めたことから、李姓を名乗っていた。李庭の先祖はまず済陰県に住まい、後に寿光県に移住した家系であったと伝わる。至元6年（1269年）に見いだされて軍籍に身を置き、張弘範の指揮する益都淄萊等路行軍万戸府の権管軍千戸となった。同じく女真人で、同時期に益都淄萊等路行軍万戸府に属し千戸となった劉国傑とは後年に至るまで戦場をともにすることとなる。

### 襄陽・樊城の戦い
この頃襄陽包囲戦に加わり、南宋の将の夏貴が3000艘を率いて襄陽城の救援に来た時には、李庭は陸上の歩騎兵を率いて水軍万戸の解汝楫と協力し、南宋軍を撃破して王玘・元勝らを打ち取る功績を挙げた。この功績により益都新軍千戸となり、襄陽城の守将が1万5千の兵を率いて万山堡を攻めた時には、張弘範が南宋軍を迎え撃った後、李庭が横槍を入れた。李庭は激戦により槍が折れ二か所も傷を負ったにもかかわらず敵の槍を奪って奮戦し、南宋軍の撃退に大きく貢献した。
至元8年（1271年）春には益都新軍千戸に任じられ、また｢抜都児（バアトル）」の称号を授けられた。この頃、襄陽城の門前に迫ったものの、左股に矢を受けてやむなく撤退している。至元9年（1272年）春、襄陽城ではなく樊城を優先して攻略する方針が取られ、樊城の外郭攻めでは砲傷を額や両手に受けながらも奮戦しその土城を奪う功績を挙げた。その後、襄陽城の東堡攻めでは再び砲傷を右肩に受けながらもその楼を焼き討ちし、一字城を破った。呂文煥麾下の王総管は驍将として知られていたが、李庭が伏兵を設けて捕虜とすることに成功したため、この功績により金符を下賜された。至元10年（1273年）春、大軍でもって樊城攻めが行われると、李庭は雲梯を立てて城壁に守らんとするも矢石を浴びせられ、時には火砲を受けて落下した。しかしその都度李庭は甦って攻城を続け、樊城の陥落に大きく貢献した。この功績により金虎符を下賜されて管軍総管に任命されている。

### 南宋領侵攻
至元11年（1274年）9月よりバヤンを総司令とする南宋領全面侵攻が始まると、李庭もこれに従軍しまず郢州に至った。郢州は漢水の東に位置していたが、南宋側は漢水の西に「新郢」を築くことによって両岸よりモンゴル軍の侵攻を阻もうとした。一方、黄家湾には藤湖があって漢水まで僅か数里であり、南宋側はこちらも守備兵を置いていたが、李庭・劉国傑らがこれを奪取せんと進出した。この時の戦闘で李庭は砲傷を受け、城下に落ちて矢が胸を貫く重傷を負ったが、水牛の腹を割いて中に入るというモンゴルの伝統療法を受けて蘇生したと伝えられる。以上の功績により明威将軍・益都新軍万戸の地位を授けられ、以後益都淄萊等路行軍万戸府から分立した益都新軍万戸府（益都新軍下万戸府とも）を率いるようになる。至元12年（1275年）春 、丁家洲の戦いでは孫虎臣率いる部隊と当たって敵船を20艘奪う功績を挙げ、この功により宣威将軍の地位を授けられた。その後、南宋水軍が真州江路の通行を断ったのに対し、李庭は敵軍の船200余りを焼き、南宋兵を潰走させて通行を確保した。また夏貴が太湖より臨安を救援に向かっていると分かると、裕渓口でこれを撃退し、また常州攻めでは北門を陥落させる功績をあげた。

### シリギの乱
至元13年（1276年）春、南宋朝廷は降伏し臨安は開城されたため、バヤンの命を受けて李庭が臨安の内城を守り符印・珍宝を収集した。その後、タングタイとともに南宋最期の皇帝であった恭帝を護送する役目を担い、大都にたどり着いたときはクビライより直々に労われた。その後開かれた大宴では左手諸王の下、百官の上に置かれる厚遇を受け、金100錠等を下賜された。一方この頃、モンゴル高原ではシリギの乱という大事件が勃発しており、李庭はに益都新軍万戸の地位を息子の李大椿に譲った上で北方に出征することになった。モンゴル高原に派遣された李庭はまずモンケ家の王族であるサルバンを撃破する功績をあげた。。

### 日本遠征
至元14年（1277年）に北方より帰還するとクビライはこれを労い、益都に居宅を用意し、単河官荘・鈔15000・弓矢等を下賜し、福建行中書省参知政事の地位を授けた。その後福建道宣慰使に転任となったが、中央に召喚されて宿衛（ケシクテイ）を務めている。至元17年（1280年）には驃騎衛上将軍・中書左丞に任命されて、至元18年（1281年）より日本遠征（弘安の役）に従事した。しかし李庭の乗る艦隊は台風により壊滅し、李庭は壊れた船体の破片に掴まることで岸に辿り着いたが、士卒は1~２割だけが生き残る大敗を喫した。李廷は高麗を経由して生還したが、この頃に父が没したこともあり益都に一時帰還し中書左丞・司農卿の地位を呈示されたが辞退している。

### ナヤン・カダアンの乱
至元24年（1287年）にナヤンの乱が勃発すると、李庭はクビライ自ら率いる叛乱討伐軍に従軍し、6月壬戌日にはサラドゥル（撒児都魯、ラオハ川附近にあったと見られる）の地に到着し始めてナヤン軍と接触した。その後クビライ軍の軍勢が整うと、丞相のバヤンはタブタイ・金剛奴との戦いに漢人将軍の李庭・董士らを起用することを提案し、李庭はアス軍などを率いてタブタイ・金剛奴軍と戦ったが、李庭が流れ矢に当たってしまったことや弩弓の不発もあって敵軍を倒しきることができなかった。その夜、クビライが李庭に敵軍の動きについて尋ねると、李庭は「敵軍は今夜中に必ず退却するでしょう」と答え、その夜に夜襲をかけることになった。洪茶丘は衣服や馬の尾を裂いて旗に見せかけ、また材木を蔽って兵のように仕立て、実際よりも兵数を多く装って夜襲に臨み、また李庭は壮士10名と「火砲」を持って敵軍に夜襲をかけた。李庭らが敵陣に入って火砲を放つと、敵軍は混乱して同士討ちを始め、遂に潰散してしまった。後にクビライが李庭に夜襲が成功した理由を尋ねると、李庭は「敵兵は数は多いが紀律がなく、陛下の車駕がここにあるというのに攻勢をかけてきませんでした。（このような消極性から、）敵軍の背後には更なる大部隊があって、敵将はそちらに退却しようとしているのだと疑ったのです」と答えたという。その後、李庭は「もし漢軍2万を得られれば、ナヤンを擒とすることができるでしょう」と申し出たが、クビライはこれを許さず主力の騎兵部隊をウズ・テムルに、漢人部隊を李庭にそれぞれ率いて進軍するよう命じ、両者は協力して遂にナヤンを捕縛した。ナヤンを捕縛したことを以てクビライは先に帰還したが、李庭は反乱軍残党の掃蕩を続けタブタイ・金剛奴を捕らえた功により龍虎衛上将軍・中書省左丞の地位を授けられている。
しかしナヤンの捕縛後もカダアン・トゥルゲンが引き続き遼東で抵抗を続けており、李庭は至元25年（1288年）に枢密副使カダらとともに皇太子テムル率いる軍団に属し、カダアン軍と大小数十の戦いを繰り広げた。最大の激戦となったタウル川とその支流グイレル川の間の平原での戦いではイキレス部のクリル、ベグ・テムル、洪万、李庭らが参戦しており、李庭が矢傷を左脅と右股に受けながらも精鋭とともにグイレル川の上流に至り「火砲」を発したことでカダアン軍の馬を驚かせ、その隙に元軍は一斉にその下流を渡河してカダアン軍に迫りこれを撃破した。大敗を喫したカダアンは高麗方面に逃れて死去し、この功績により李庭は資徳大夫・尚書左丞の地位を拝命した。その後、西方のカイドゥがモンゴル高原に侵攻してきたとの報が届くと、李庭はウズ・テムルとともにモンゴル高原に派遣され、この時李庭が手配した馬11万匹は駐屯軍にとって大きな助けとなった。この頃、更に栄禄大夫・平章政事に昇格となっている。

### 晩年
至元31年（1294年）春、クビライが亡くなった後は、ウズ・テムルやバヤンらとともに皇太子テムルが成宗オルジェイトゥ・カアンとして即位するのに貢献した。李庭はオルジェイトゥ・カアンと皇太后ココジンの信任を受け、宴の場では諸王の下、百官の上に置かれて珠帽・珠半臂・金帯を下賜されるなど非常に厚遇を受けていた。ある時、江浙の軍馬の点検を終えて帰還した李庭に対し、成宗は衣を手ずから衣を下賜して労ったという。
大徳4年（1300年）、皇族のカイシャンがカイドゥの侵攻に備えてモンゴル高原に派遣されることになると、李庭もともに派遣されることを望んだが、李庭が老齢であることを憐れんだオルジェイトゥ・カアンによって許されなかった。後に後詰めとしてモンゴル高原には派遣されたが、野馬川（サアリ・ケエル）まで至った所で戦わずして帰還した。その後、李庭は病を患い、オルジェイトゥ・カアンの命を受けた内医二人の診察を受けたものの、大徳8年（1304年）2月に亡くなった。
息子には同知帰徳府事となった李大用、宣武将軍・益都新軍万戸となった李大椿、後衛親軍都指揮使となった李大誠等がいる。

## 益都淄萊等路行軍万戸府
襄陽城包囲戦の開始にあわせ、張弘範を司令官（万戸＝トゥメン）とした上で、李璮の率いていた軍団を母体として至元6年（1269年）に成立した。略して益都行軍万戸府とも。至元12年（1275年）の臨安陥落後、張弘範が亳州万戸に転任になったことにより解散となった。解散後はこの万戸府に属していた劉国傑・李庭・鄭祐らがそれぞれ新たな万戸府の長として独立し、益都下万戸府＝益都新軍万戸府を李庭・李大椿父子が率いるようになった。この万戸府は大徳元年（1297年）に更に建康に移され、以後「鎮守建康益都新軍下万戸府」として知られるようになる。元末の至正12年（1352年）10月、「益都翼万戸」として江浙行省の紅巾の乱を討伐したと『南台備要』に記される李ダルマシュリ（李答里麻失里）は、李庭・李大椿父子の子孫と考えられる。
- 万戸：張弘範
- 千戸：劉国傑→益都新軍万戸府の万戸に昇格
- 千戸：李庭→益都新軍下万戸府の万戸に昇格
- 千戸：鄭祐→益都旧軍万戸府の万戸に昇格